# Terpeen

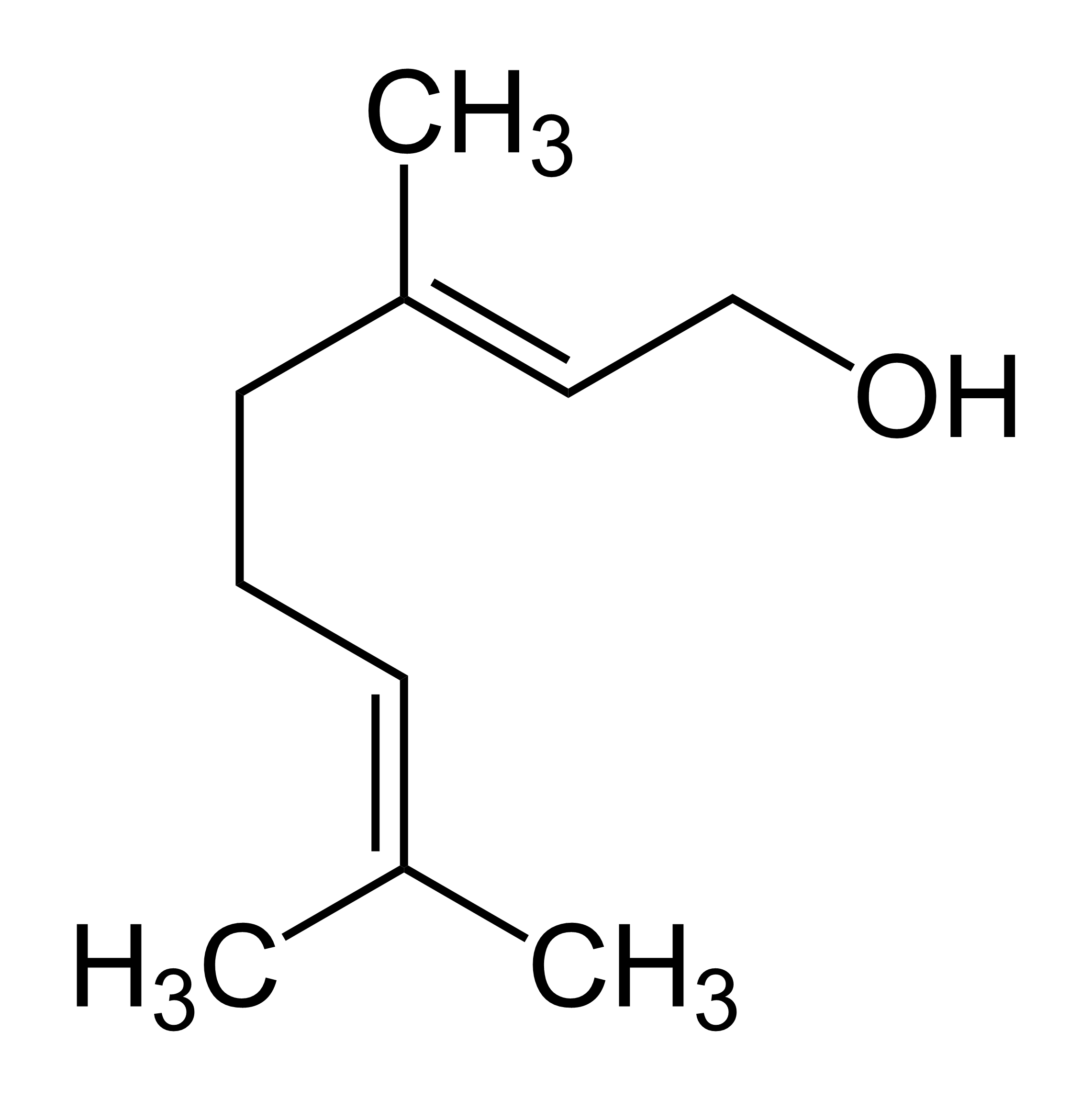
Geraniol, een monoterpeen

Terpenen zijn een klasse biologische koolwaterstoffen, afgeleid van isopreen, die in veel planten, vooral coniferen, geproduceerd worden, maar ook in enkele zeldzame gevallen van dierlijke oorsprong kunnen zijn.
Isopreen is niet de eigenlijke biochemische precursor van de terpenen. De natuur gebruikt isopentenylpyrofosfaat (IPP).
Deze biologische stof wordt gevormd uit azijnzuur. Azijnzuur ondergaat zo conversies via lanosterol (een triterpeen) tot de menselijke steroïdhormonen.
Een voorbeeld van een terpeen is myrceen, dat kan geïsoleerd worden uit laurierbladeren en dat de grondstof is voor de bereiding van verschillende geurstoffen, onder andere geraniol (dat naar rozen ruikt).
Veralgemenend zijn "terpenen" alle verbindingen die bestaan uit een aantal isopreen-blokken; zo onderscheidt men:
- hemiterpenen ("halve terpenen", met vijf koolstofatomen, C5, bestaan uit 1 isopreen-eenheid);
- monoterpenen (2 isopreen-eenheden, C10), bijvoorbeeld sabineen;
- sesquiterpenen (3 isopreen-eenheden, "anderhalve terpenen", C15), bijvoorbeeld bèta-caryofylleen;
- diterpenen (4 isopreen-eenheden, C20), bijvoorbeeld sclareol;
- triterpenen (6 isopreen-eenheden, C30) (hiertoe behoren de steroïden);
- tetraterpenen (8 isopreen-eenheden, C40), bijvoorbeeld caroteen;
- polyterpenen (hogere polymeren; bijvoorbeeld isopreenrubber).

Veel vitaminen zijn afgeleid van terpenen, met name de vetoplosbare vitaminen A, D, E en K.
Natuurlijke terpenen kunnen tal van biologische functies hebben.
In 2006 werd een terpeen ontdekt dat in een plant (keizerskroon) voorkomt en waarmee mollen worden afgeschrikt, namelijk 3-methyl-2-buteen-1-thiol (prenylmercaptaan).
Rupsen van pages hebben een gevorkt orgaan (osmeterium) dat bij gevaar snel wordt uitgestoken en terpenen afscheidt, om zo vijanden te verjagen met de stank.

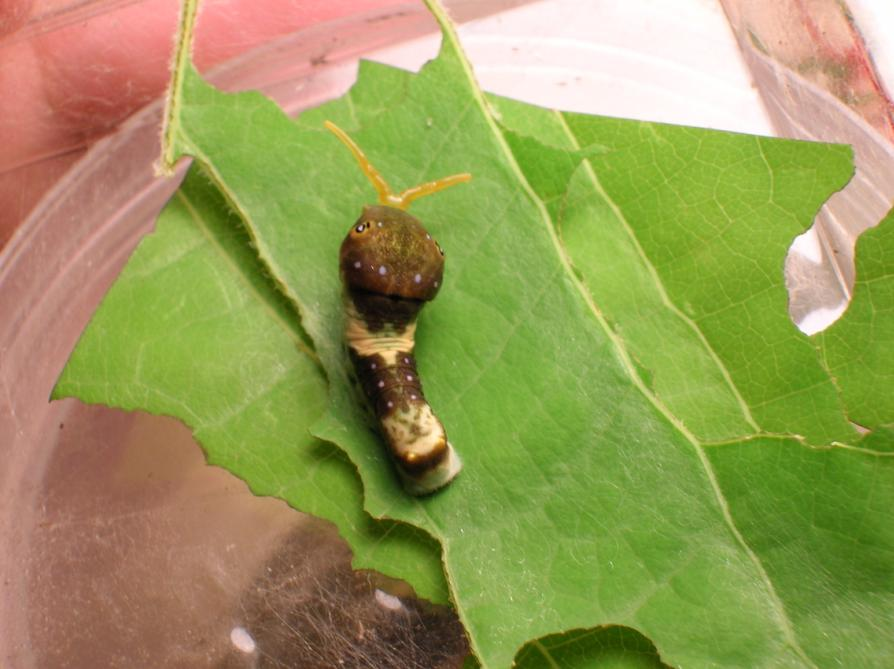
Osmeterium van de rups van Papilio glaucus

Schrijvertjes zijn waterkevers die zowel sesquiterpenen als norsesquiterpenen uitscheiden om vijanden af te schrikken. 

## Producten met terpenen
| Naam                     | Land van herkomst | Ingrediënten                                                                                              |
| ------------------------ | ----------------- | --- |
| Buckley's Mixtura        | Canada            | Bevat Canadabalsem (een terpentijnolie); in Nederland niet meer verkrijgbaar                              |
| Chi Tea Tree olie        | Nederland         | Tea tree olie                                                                                             |
| Thijmsiroop              | Nederland         | Thijmolie                                                                                                 |
| glycerine kamferspiritus | Nederland         | Glycerine, kamfer, alcohol                                                                                |
| Haarlemmerolie           | Nederland         | Terpentijnolie, zwavel, kruiden                                                                           |
| Herbolen                 | Polen             | Kamfer, marjoleinolie, eucalyptusolie, pijnolie, terpentijnolie                                           |
| Luuf Verkoudheidsbalsem  | Nederland         | Kamfer, marjoleinolie, eucalyptusolie, terpentijnolie                                                     |
| Mentoklar                | Slovenië          | Eucalyptusolie, pepermuntolie, tijmolie, ceder met menthol, kamfer                                        |
| M-fe-C-mol               | Nieuw-Zeeland     | Voorheen Emphysemol genoemd. Bevat o.a. Griekse alant, kamfer en manuka                                   |
| Olbas oil                | Engeland          | Kruidnagelolie, eucalyptusolie, jeneverbes, cajaputolie                                                   |
| Oleum Camphoratum        | Polen             | Kamferolie                                                                                                |
| Orésine                  | Frankrijk         | Terpentijnolie voor gebruik in Bol d'Air van Holiste                                                      |
| Propolis                 | -                 | Bijenbalsem bestaande uit: balsems, pollen, wassen en etherische oliën                                    |
| Rowachol                 | Duitsland         | Een mix van terpenen waarvan gezegd wordt dat het de oplosbaarheid van cholesterol in gal verhoogt        |
| Rub arom                 | Polen             | Kamfer, terpentijnolie, menthol, eucalyptusolie, cederolie, thymol                                        |
| Terpichol                | Polen             | Borneol, kamfer, eucalyptol, menthol, menthon                                                             |
| TOCO-THOLIN Druppels     | Nederland         | Pepermuntolie, eucalyptus-, steranijs-, petitgrain-, lavendel, rozemarijn-, kruidnagelolie en menthol     |
| Vicks VapoRub            | Engeland          | Kamfer, eucalyptusolie, mentol, cederbladolie, nootmuskaatolie, speciale vaseline, thymol, terpentijnolie |

| Naam                            | Land van herkomst   | Ingrediënten                                              |
| ------------------------------- | ------------------- | --------------------------------------------------------- |
| Alex Plus                       | Rusland             | Menthol en terpinehydraat                                 |
| Balsoclase Compositum           | Nederland           | Eucalyptol, terpinehydraat, tijmextract, menthol          |
| Bronchorectine au Citral        | Frankrijk           | Wilde tijmolie en terpinehydraat                          |
| Glycodin                        | Rusland             | Menthol en terpinehydraat                                 |
| Original Cabdrivers Expectorant | Engeland            | Menthol, terpinehydraat, bergpijnboomolie, eucalyptusolie |
| Ozothine Diprophylline          | Frankrijk           | Terpentijnolie en diprophylline                           |
| Pâtes Pectorales                | Frankrijk           | Tolubalsem, laurierkers, terpinehydraat                   |
| Rectoseptal-Neo bismuthe        | Zwitserland         | Eucalyptol en terpinehydraat                              |
| Resistol                        | Oekraïne            | Extract uit de wortels van Pelargonium sidoides           |
| Valda                           | Frankrijk en Canada | Menthol, eucalyptol, thymol, terpineol, guaiacol          |

Terpinehydraat was een populair hoestmedicijn in de Verenigde Staten van eind 1800 tot midden 1990, en wordt in verschillende landen nog altijd gebruikt. Het is een niet vluchtige, niet irriterende stof, voor het eerst onderzocht door Lepine in 1885, die stelde dat het op een gelijke manier werkte als terpentijnolie. De FDA acht dit onvoldoende bewezen en heeft het gebruik in de Verenigde Staten als werkzaam bestanddeel in geneesmiddelen verboden. Evenals andere essentiële oliën, waaronder: resorcinol, kamfer, thymol, eucalyptol, pepermuntolie, tolubalsem, eugenol, kruidnagelolie en jeneverolie. Ook zwavel staat op deze lijst. In België zijn vanaf 2003 alle terpinesiropen uit de handel gehaald door een verbod op terpinehydraat van de Farmaceutische Inspectie.